# Asaita
Asaita (auch Asayita oder Aysaita) war die Hauptstadt der Region Afar in Äthiopien. Der Ort liegt im nordöstlichen Teil des Landes am Fluss Awash, am Rande der Danakil-Wüste. Die Grenze zu Dschibuti ist etwa 50 km entfernt. Im Südosten von Asaita befinden sich 20 Salzwasserseen. Darunter der Gamarri, welcher für seine Flamingos bekannt ist und der Abbe-See, in welchen der Awash mündet. Der Ort liegt auf einer Höhe von 378 m und hatte 2007 16.052 Einwohner.

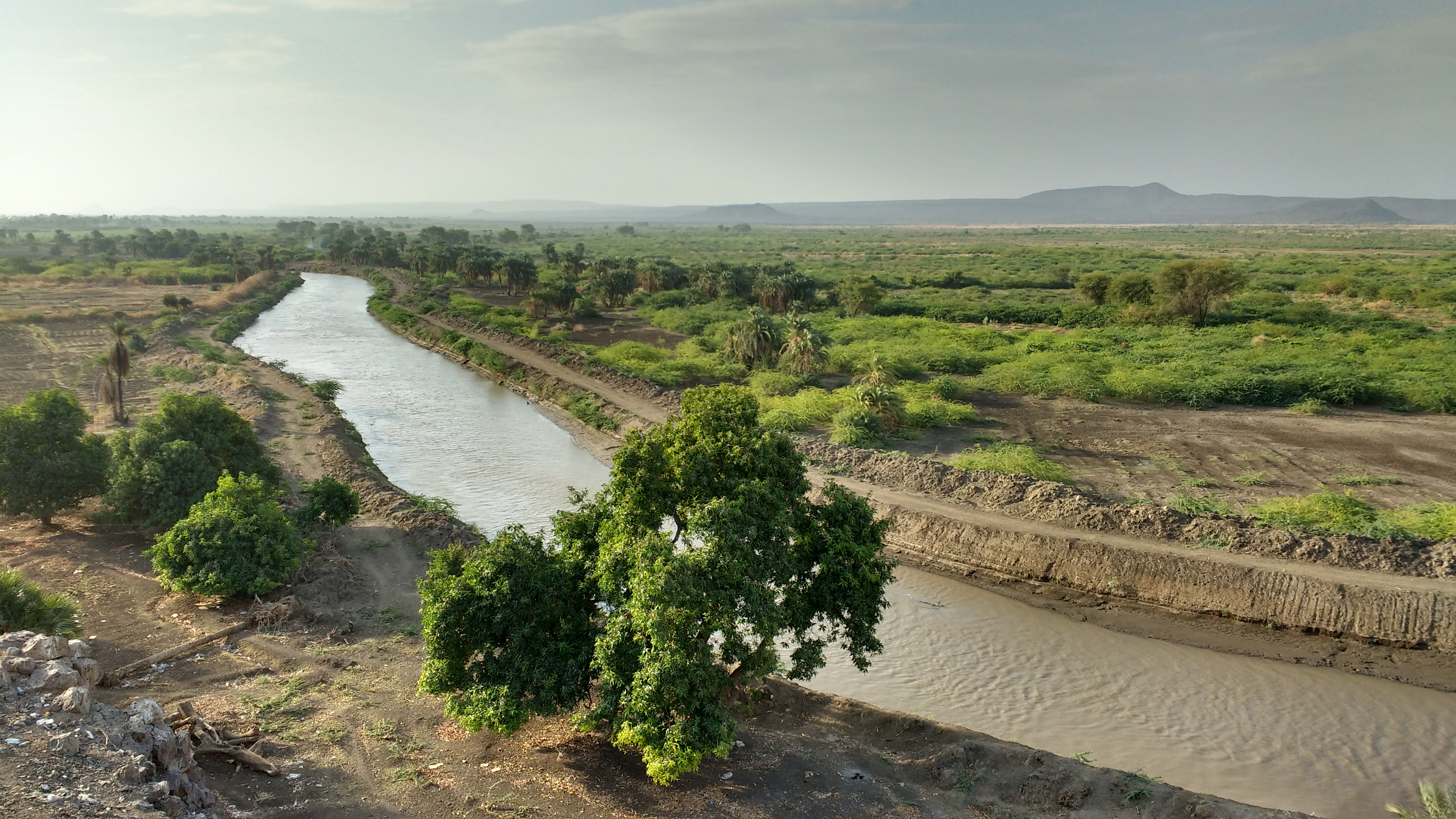
Der Fluss Awash bei Asaita

Die Stadt Semera, eine Anfang der 2000er errichtete Planstadt, hat die Hauptstadtfunktion für Afar übernommen. Diese Stadt liegt an der Straße von Awash nach Assab am Roten Meer. Hingegen liegt Asaita 50 Kilometer von dieser Straße entfernt und ist nur über eine Schotterpiste zu erreichen.